# Меннікс
«Меннікс» (англ. Mannix) — американський детективний телесеріал, який виходив з 1967 по 1975 рік на телеканалі CBS. Автори телешоу — Річард Левінсон і Вільям Лінк, виконавчий продюсер — Брюс Геллер.
«Меннікс» має дві номінації на премію «Еммі» як найкращий драматичний серіал і чотири — на премію «Золотий глобус», один раз вигравши.
Головний герой телесеріалу — Джо (Джозеф) Меннікс, приватний детектив, роль якого виконує актор Майк Коннорс. За свою роботу в серіалу Коннорс був номінований на шість премій «Золотий глобус» (лауреат одного з них) та чотири премії «Еммі». Акторка Гейл Фішер була номінована на чотири премії «Еммі» (один раз виграла) і на три премії «Золотий глобус» (двічі лауреатка).
Сценарист Манн Рубін у 1972 році здобув премію Едгара Алана По від Товариства письменників детективного жанру Америки за епізод «Крок у часі».

## Список епізодів
| Сезон | Сезон | Епізоди | Прем'єрний показ | Прем'єрний показ |
| Сезон | Сезон | Епізоди | Початок          | Завершення       |
| ----- | ----- | ------- | ---------------- | ---------------- |
|       | 1     | 24      | 16 вересня 1967  | 16 березня 1968  |
|       | 2     | 25      | 28 вересня 1968  | 12 квітня 1969   |
|       | 3     | 25      | 27 вересня 1969  | 21 березня 1970  |
|       | 4     | 24      | 19 вересня 1970  | 13 березня 1971  |
|       | 5     | 24      | 15 вересня 1971  | 8 березня 1972   |
|       | 6     | 24      | 17 вересня 1972  | 11 березня 1973  |
|       | 7     | 24      | 16 вересня 1973  | 31 березня 1974  |
|       | 8     | 24      | 22 вересня 1974  | 13 квітня 1975   |

## Основний акторський склад
- Майк Коннорс[en] — Джо Меннікс (1967—1975)
- Гейл Фішер — Пеггі Фейр (1968—1975)
- Ворд Вуд — лейтенант Арт Малкольм (1968—1975)
- Рон Наймен — сержант Чарлі (1967—1975)
- Джозеф Кампанелла[en] — Лью Вікершем (1967—1972)
- Роберт Рід — лейтенант Адам Тобіас (1969—1974)

## Запрошені актори
У серіалі знімалися сотні відомих акторів 1960-1970-х років, серед яких:
- Джулі Адамс
- Енн Арчер
- Ед Беглі молодший
- Мілтон Берл
- Ерік Браден
- Джеральдін Брукс
- Девід Вейн
- Елена Вердуго
- Адам Вест
- Джессіка Волтер
- Кім Гантер
- Сід Гейґ
- Глорія Грем
- Ніл Даймонд
- Лінда Еванс
- Барбара Бебкок
- Ерік Естрада
- Даян Кітон
- Клоріс Лічмен
- Роберт Лоджа
- Віра Майлз
- Берджесс Мередіт
- Ллойд Нолан
- Барбара Раш
- Джон Ріттер
- Том Селлек
- Том Скеррітт
- Вільям Шетнер
- Мартін Шин
- Ів Пламб